# Armancourt (Somme)
Armancourt és un municipi francès situat al departament del Somme i a la regió dels Alts de França. L'any 2007 tenia 19 habitants.

## Demografia

### Població

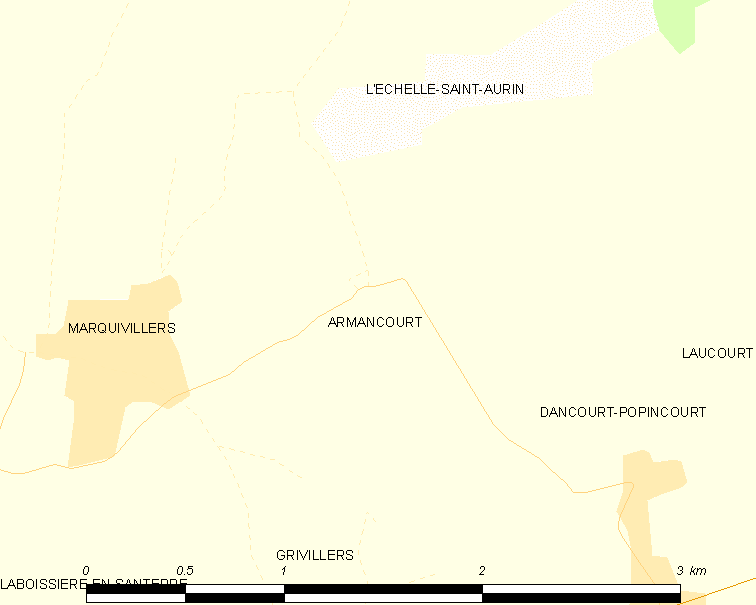

El 2007 la població de fet d'Armancourt era de 19 persones. Hi havia 12 famílies de les quals 8 eren unipersonals (8 homes vivint sols) i 4 parelles amb fills.
La població ha evolucionat segons el següent gràfic:
Habitants censats

### Habitatges

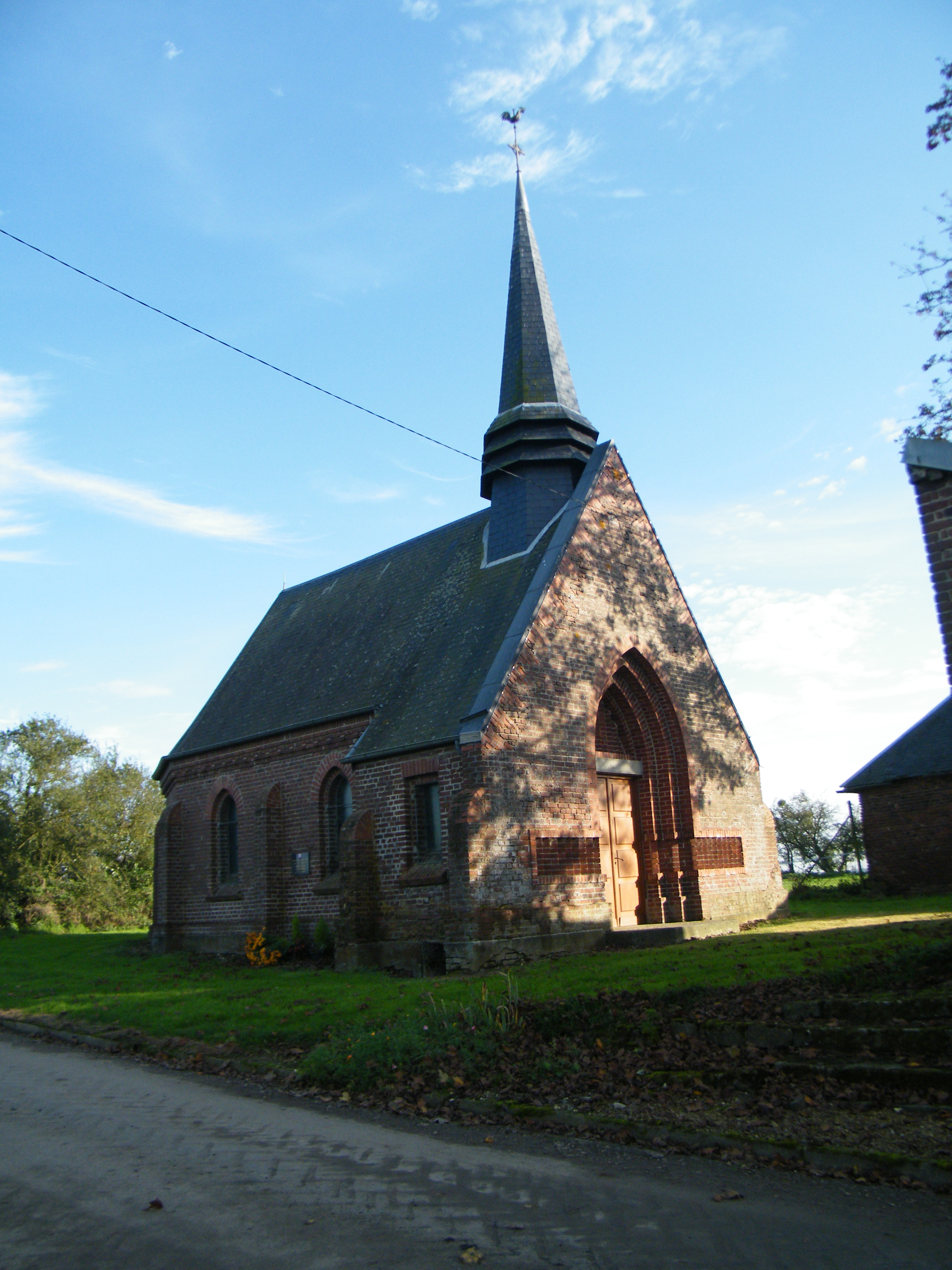

Tots els 9 habitatges que hi havia el 2007 eren l'habitatge principal de la família. Tots els 9 habitatges eren cases. Dels 9 habitatges principals, 7 estaven ocupats pels seus propietaris i 3 estaven llogats i ocupats pels llogaters; 1 tenia una cambra, 3 en tenien tres, 3 en tenien quatre i 3 en tenien cinc o més. 9 habitatges disposaven pel capbaix d'una plaça de pàrquing. A 6 habitatges hi havia un automòbil i a 3 n'hi havia dos o més.

### Piràmide de població

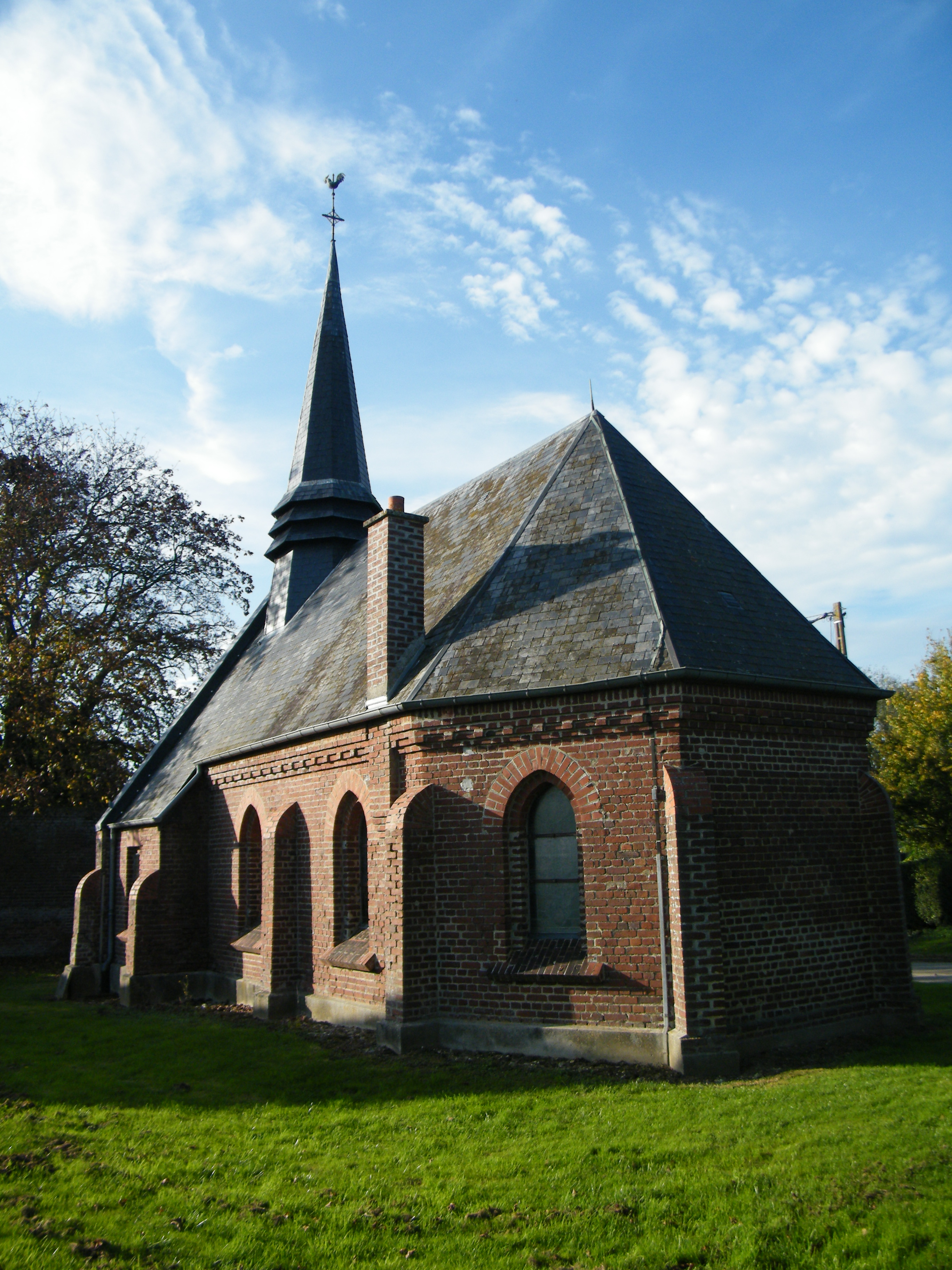

La piràmide de població per edats i sexe el 2009 era:
| Homes | Edats   | Dones |
| ----- | ------- | ----- |
| 0     | 95 o +  | 0     |
| 0     | 90 a 94 | 0     |
| 0     | 85 a 89 | 0     |
| 0     | 80 a 84 | 0     |
| 0     | 75 a 79 | 0     |
| 0     | 70 a 74 | 0     |
| 0     | 65 a 69 | 0     |
| 0     | 60 a 64 | 0     |
| 0     | 55 a 59 | 0     |
| 0     | 50 a 54 | 4     |
| 0     | 45 a 49 | 4     |
| 8     | 40 a 44 | 0     |
| 0     | 35 a 39 | 0     |
| 4     | 30 a 34 | 0     |
| 0     | 25 a 29 | 0     |
| 0     | 20 a 24 | 0     |
| 0     | 15 a 19 | 0     |
| 4     | 10 a 14 | 4     |
| 0     | 5 a 9   | 0     |
| 8     | 0 a 4   | 0     |

## Economia

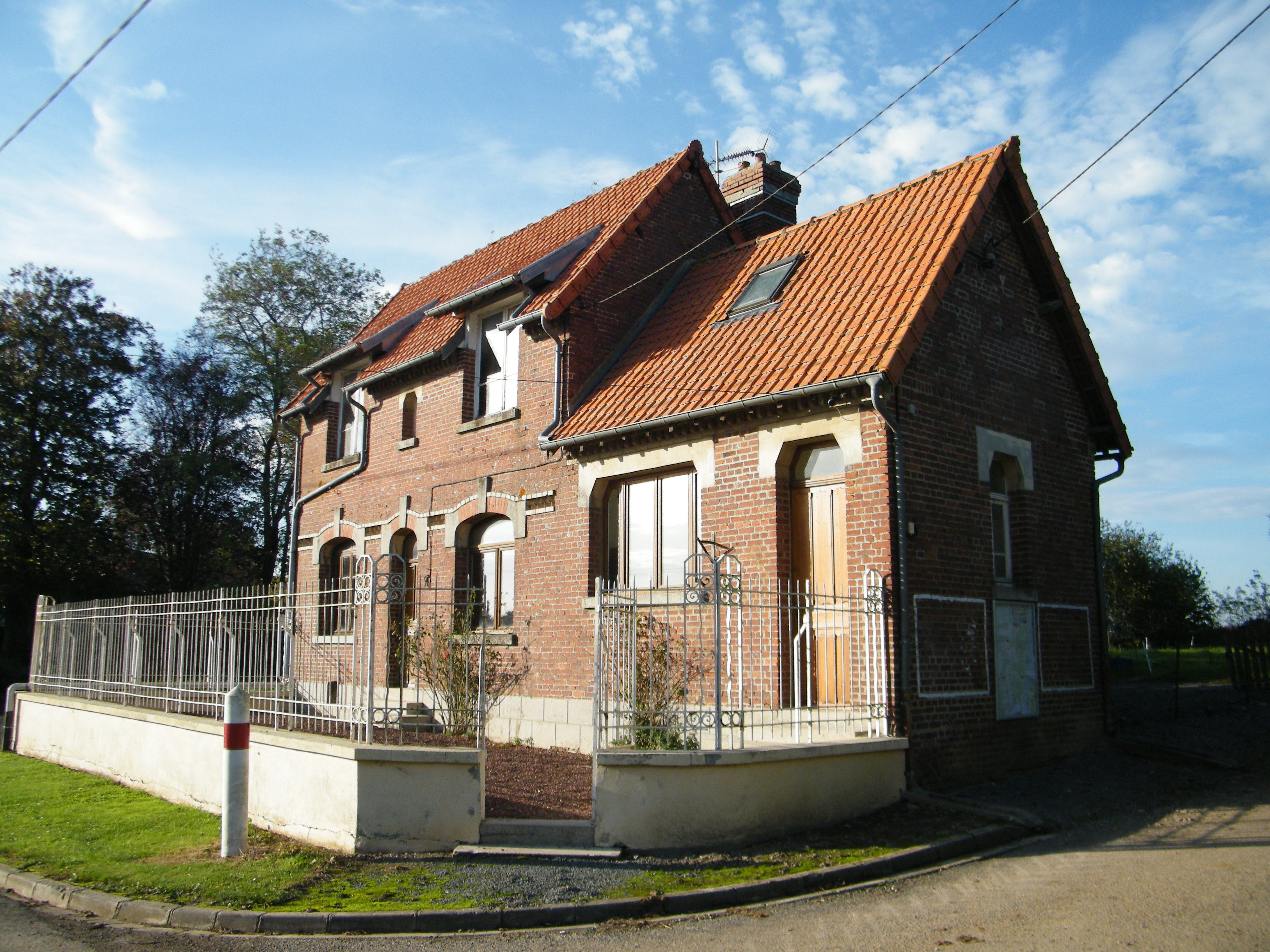

El 2007 la població en edat de treballar era de 13 persones, 10 eren actives i 3 eren inactives. De les 10 persones actives 9 estaven ocupades (6 homes i 3 dones) i 1 aturada (1 dona i 1 dona). De les 3 persones inactives 2 estaven estudiant i 1 estava classificada com a «altres inactius».

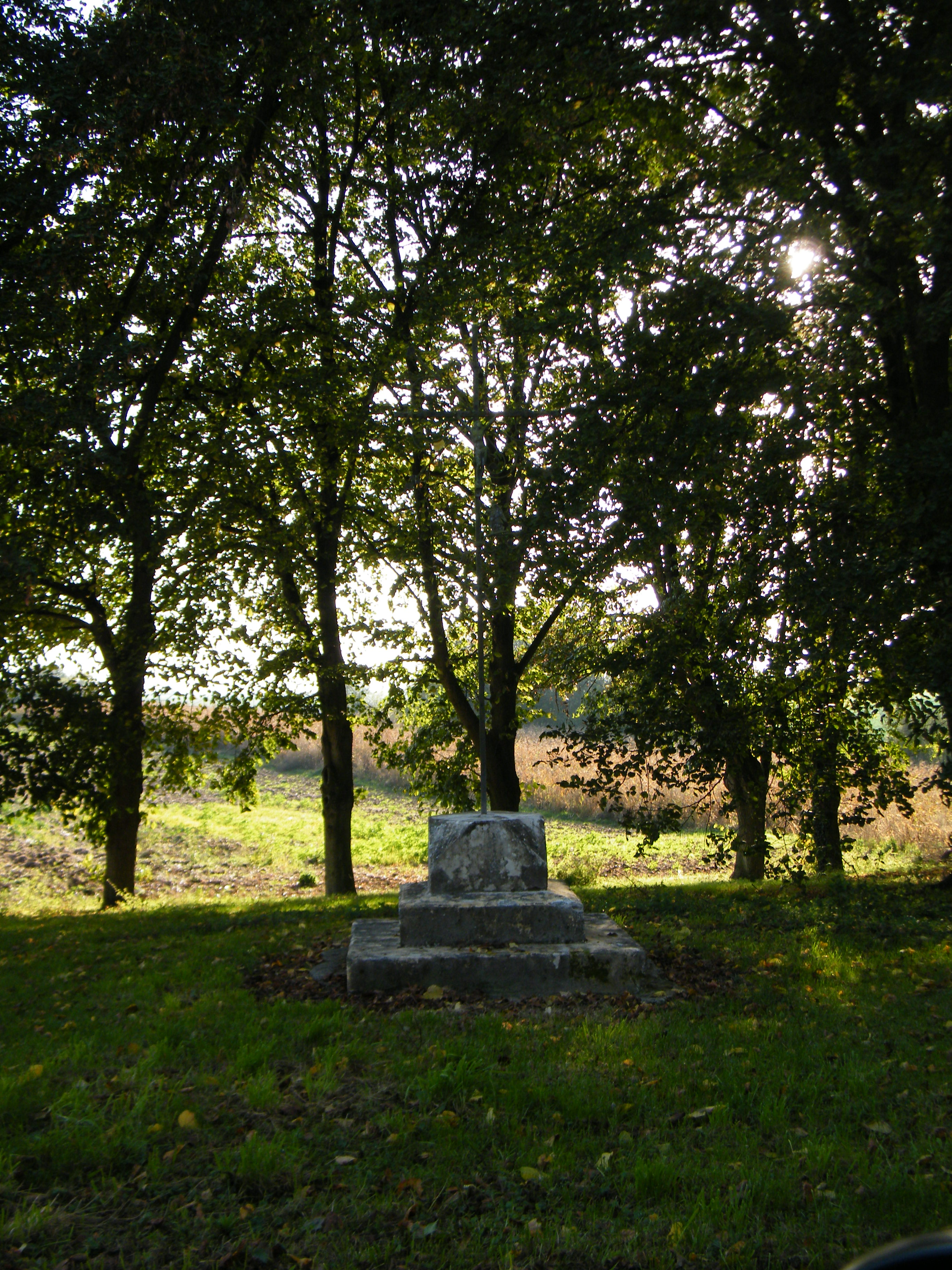

## Poblacions més properes
El següent diagrama mostra les poblacions més properes.